# Rockwell Collins

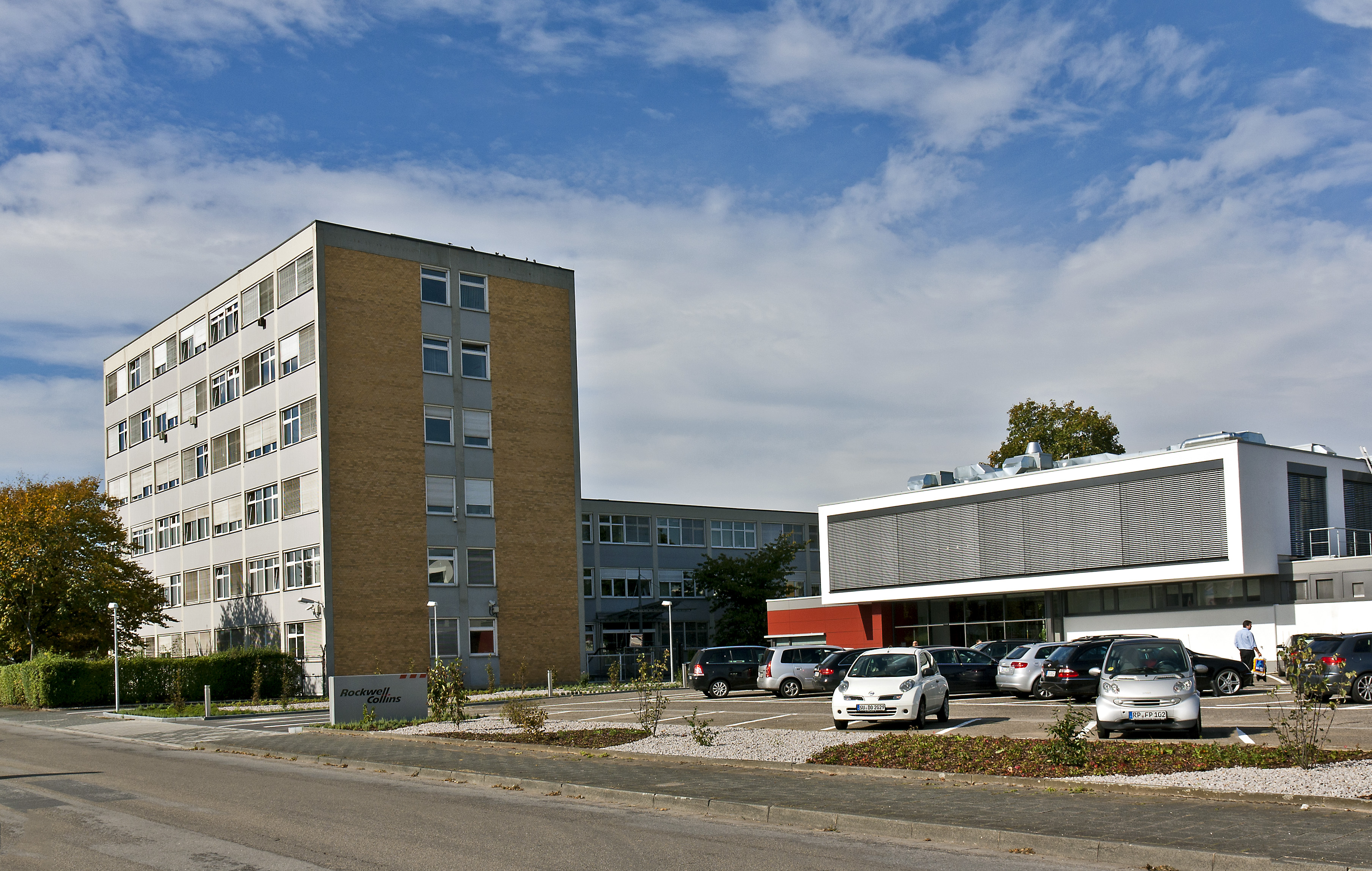
Rockwell Collins Deutschland GmbH, Heidelberg

Rockwell Collins Inc. war ein US-amerikanisches Unternehmen mit Hauptsitz in Cedar Rapids, im US-Bundesstaat Iowa, das im Jahr 2001 aus der Aufspaltung des Mischkonzerns Rockwell International hervorgegangen ist und Ende 2018 von United Technologies Corporation übernommen wurde. Das Unternehmen ist in der Luft- und Raumfahrtbranche tätig und fertigt unter anderem Kommunikations-, Kontroll- und Navigationssysteme sowohl für die zivile als auch für die militärische Luftfahrt. Zu den Kunden von Rockwell Collins gehören internationale Großkonzerne wie Boeing und die Airbus Group.

## Geschichte
Arthur A. Collins gründete 1933 den Vorläufer, Collins Radio, in Iowa. Collins stellte Radio- und Kommunikationsausrüstungen her, zum Beispiel für Südpol-Expeditionen unter Admiral Richard Byrd, später für die US-Raumfahrtprogramme Mercury, Gemini und Apollo. Im Jahr 1973 schließlich kaufte Rockwell International die Firma auf, um sie 2001 unter dem Namen Rockwell Collins wieder auszugliedern.
Nach der Abspaltung übernahm Rockwell Collins zahlreiche Unternehmen bzw. Unternehmensbereiche anderer, teils größerer Unternehmen im Bereich militärischer Displaytechnik, Flugsimulation und Inflight Entertainment – unter anderem den Inflight-Entertainment-Konzern Hughes-Avicom, den Inflight-Entertainment-Bereich des Sony-Konzerns Sony Trans Com, die ehemals zum Kaiser-Konzern gehörende K Systems, Inc., die Flugsimulatoren-Sparte von Evans & Sutherland und den Flugsimulatoren-Hersteller Blue Ridge Simulation, Inc.

## Gegenwart
Das Unternehmen ist weltweit vertreten. Größter und wichtigster Standort ist Cedar Rapids, Iowa, wo sich auch der Hauptsitz von Rockwell Collins befindet. Das ca. 100 Hektar große Areal vereint Produktionsstätten, Logistiklager, sowie ein Excellence Center für Forschung & Entwicklung und die Hauptverwaltung.
Im September 2017 gab United Technologies (UTC) eine Vereinbarung zur Übernahme von Rockwell Collins für 30 Milliarden Dollar bekannt, die Übernahme wurde zum 27. November 2018 abgeschlossen. Zusammengelegt mit der bisherigen UTC Aerospace Systems firmiert das Unternehmen nun unter Collins Aerospace mit dem Logo von UTC.

## Finanzzahlen
| Geschäftsjahr | Gesamtumsatz in Milliarden US-Dollar | Gewinn nach Steuern in Millionen US-Dollar |
| ------------- | ------------------------------------ | ------------------------------------------ |
| 2008          | 4,734                                | 678                                        |
| 2009          | 4,428                                | 594                                        |
| 2010          | 4,631                                | 561                                        |
| 2011          | 4,806                                | 634                                        |
| 2012          | 4,726                                | 609                                        |

(Quelle: Geschäftsberichte der jeweiligen Jahre)